# NGC 1439
NGC 1439 é uma galáxia elíptica (E1) localizada na direcção da constelação de Eridanus. Possui uma declinação de -21° 55' 13" e uma ascensão recta de 3 horas, 44 minutos e 49,8 segundos.
A galáxia NGC 1439 foi descoberta em 9 de Dezembro de 1784 por William Herschel.